# Ekspansywna polityka pieniężna
Ekspansywna polityka pieniężna (ekspansywna polityka monetarna) – działania banku centralnego polegające na zwiększaniu podaży pieniądza poprzez obniżenie stopy procentowej (dyskontowej) i wskaźnika rezerw obowiązkowych oraz zakup na otwartym rynku kapitałowym papierów wartościowych emitowanych przez rząd.
Obniżenie stopy procentowej stymuluje wzrost inwestycji, co jest równoważne ze wzrostem popytu globalnego. Wzrost popytu globalnego skutkuje zwiększeniem dochodu zapewniającego równowagę. Zatem efektywność ekspansywnej polityki monetarnej zależy od elastyczności inwestycji na zmiany stopy procentowej.
Ekspansywna polityka pieniężna przy stałej krzywej IS i stałych cenach następuje przesunięcie krzywej LM w prawo i ustalenie się nowego punktu równowagi. Skutkiem tego działania jest obniżenie się stopy procentowej, następnie wzrost wydatków na konsumpcję i inwestycje, co niesie za sobą wzrost dochodu i popytu na pieniądz.
Taka polityka banku centralnego jest szczególnie zalecana w okresie recesji, kiedy widoczny jest spadek tempa wzrostu gospodarczego oraz wzrost bezrobocia, ponieważ służy stabilizowaniu gospodarki, czyli łagodzeniu w niej wahań koniunkturalnych, w szczególności przeciwdziałaniu recesji.

## System stałego kursu walutowego
Bank centralny poprzez sprzedaż lub kupno walut utrzymuje cenę waluty krajowej na stałym poziomie. Konsekwencją jest fakt, że krzywa bilansu płatniczego BP jest stała.
Ekspansywna polityka monetarna spowoduje przesunięcie LM w prawo - wzrośnie dochód Y i spadnie stopa procentowa i. W efekcie nastąpi odpływ kapitału i wystąpi deficyt BP. Bank centralny, chcąc zapobiec deprecjacji kursu, będzie musiał sprzedawać dewizy, a to spowoduje spadek podaży pieniądza (LM przesunie się w lewo do punktu wyjścia). Polityka więc jest nieskuteczna, zarówno przy stałej, jak i niedoskonałej (ograniczonej) mobilności kapitału oraz przy braku mobilności kapitału.

## System płynnego kursu walutowego
Kurs walutowy może się płynnie dostosowywać do zmieniającej się sytuacji gospodarczej. Zatem krzywa BP może się przesuwać w górę lub w dół w zależności od tego, czy mamy do czynienia z aprecjacją czy deprecjacją waluty krajowej.
Doskonała mobilność kapitału
Ekspansywna polityka monetarna spowoduje przesunięcie LM w prawo - wzrośnie Y i spadnie i. Efektem będzie odpływ kapitału, ponieważ krajowa stopa procentowa jest niższa od światowej, więc wystąpi deficyt BP oraz deprecjacja waluty krajowej. Spowoduje to wzrost eksportu oraz przesunięcie krzywej IS w prawo. Ostatecznie wyższy będzie dochód Y, a stopa procentowa pozostanie bez zmian. Taka polityka jest więc w tym wypadku skuteczna.
Niedoskonała (ograniczona) mobilność kapitału
Ekspansywna polityka monetarna spowoduje przesunięcie LM w prawo - wzrośnie Y i spadnie i. Efektem będzie odpływ kapitału i deficyt BP oraz deprecjacja waluty krajowej, która spowoduje przesunięcie krzywej BP w dół oraz wzrost eksportu. Takie działanie skutkuje tym, iż IS przesuwa się w prawo. Ostatecznie wyższy będzie dochód Y, a stopa procentowa pozostanie bez zmian. Taka polityka jest więc w tym wypadku skuteczna.
Brak mobilności kapitału
Ekspansywna polityka monetarna spowoduje przesunięcie LM w prawo - wzrośnie Y i spadnie i. Efektem będzie wzrost importu i deficyt BP oraz deprecjacja waluty krajowej, która prowadzi do przesunięcia się krzywej BP w prawo oraz wzrostu eksportu i
przesunięcia się krzywej IS w prawo. Ostatecznie wyższy będzie dochód Y, a stopa procentowa pozostanie bez zmian. Taka polityka jest więc w tym wypadku skuteczna.